# Špitálský dvůr ve Vysočanech
Špitálský dvůr je zaniklý dvůr v Praze 9-Vysočanech, který stál mezi ulicemi Freyova a Špitálská.

## Historie
První zmínka o hospodářském dvoře pochází ze 16. století. Do roku 1663 jej vlastnil špitál svatého Pavla před Poříčskou branou. Koncem 19. století měl rozlohu 118 hektarů a patřil nadačnímu velkostatku Hrdlořezy.
Po roce 1918 v něm sídlili vysočanští hasiči, kteří zde měli garáže, zbrojnici a cvičné leziště. Sloužil také jako obecní dvůr, byly zde byty a kanceláře, na dvoře špejchar, chlévy a stáje, v zahradě pařníky a skleníky se zeleninou.
Špitálský dvůr zničil nálet v únoru 1945.